# Ułan
En ulan (polsk ułan ['uwan]) var en oprindelig polsk let kavalerist bevæbnet med lanse, sabel og pistol. Ulaner blev senere brugt om lansenerregimenter i de russiske, preussiske og østrigske hære.
Ulaner havde ofte en dobbelt-jakke (kurta) med et farvet panel (plastron) på fronten, et farvet skærf, og en firkantet polsk lansenerhætte (czapka). Denne kavalerihjelm stammer fra de traditionelle polske kasketter, gjort mere formel og stiliseret til militær brug.
Deres lanser havde normalt små splitflag (lansepennon) lige under spydspidsen.